# ATCM
L'ATCM, sigla di Azienda Trasporti Collettivi e Mobilità, era una società per azioni sorta all'inizio del 2001 e che ha gestito il trasporto pubblico a Modena e provincia fino al 31 dicembre 2011.
Dal 1º gennaio 2012 ATCM, assieme alle aziende operanti nei bacini provinciali di Reggio Emilia e di Piacenza, ha dato vita alla Società Emiliana Trasporti Autofiloviari (SETA), il nuovo gestore unico del servizio di trasporto pubblico nel territorio dell'Emilia occidentale. SETA nasce dalla fusione societaria di ATCM con TEMPI Spa (Piacenza) e dalla contestuale acquisizione del ramo societario relativo al trasporto su gomma di ACT (Reggio Emilia).

## Storia

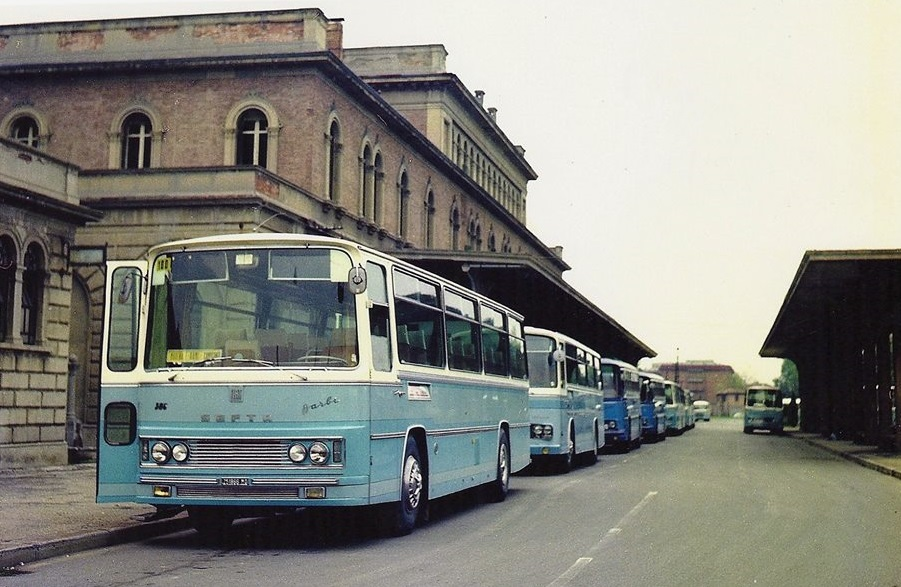
Fiat 306 carrozzato Barbi con la livrea della SEFTA (Modena, anni 1970)

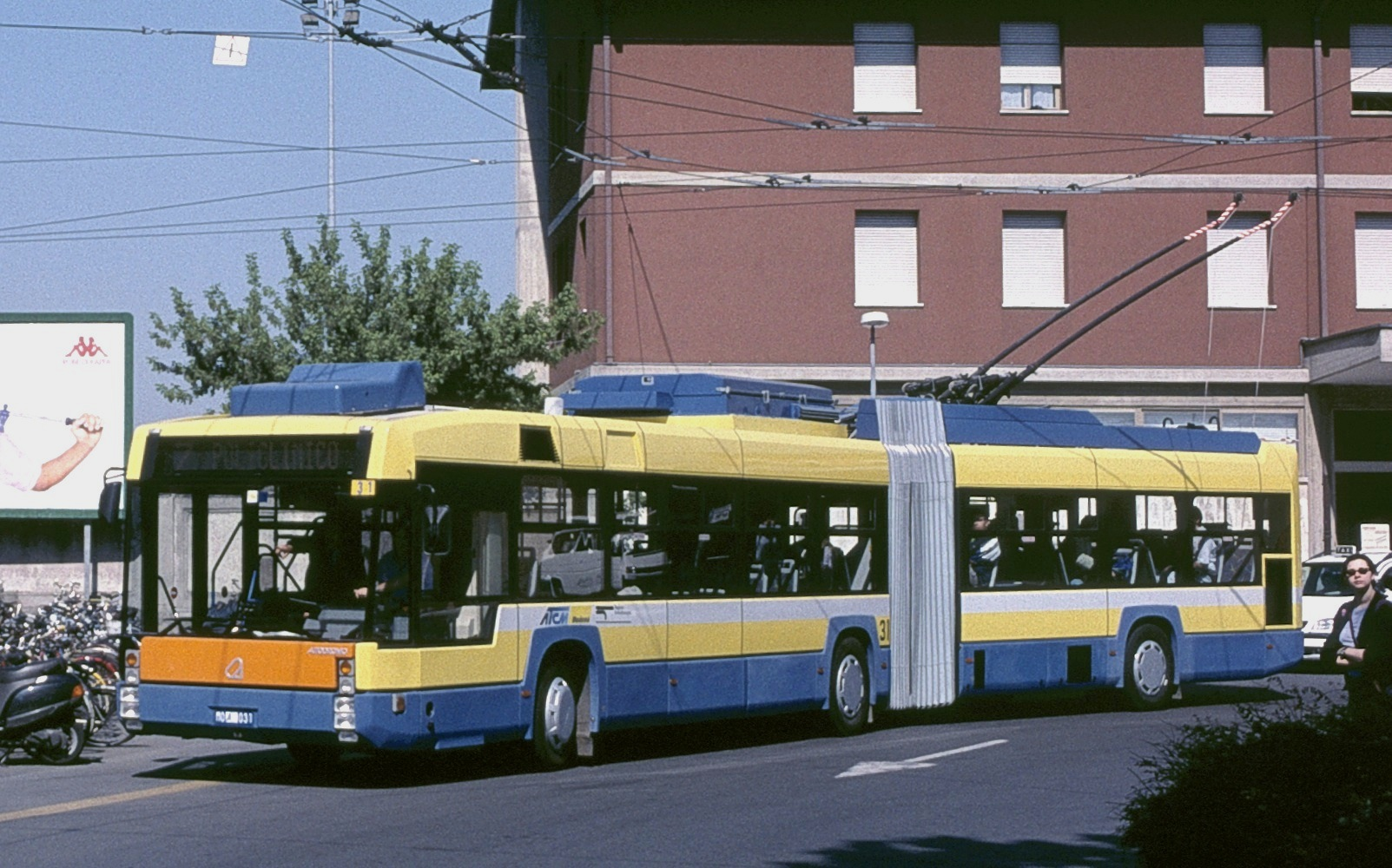
Filobus di ATCM, Modena

Le sue radici affondano al 1917: il 5 luglio di quell'anno, dalla fusione delle società Ferrovia Modena Sassuolo Modena Mirandola Finale e Ferrovia Modena Vignola, nacque la Società Emiliana di Ferrovie, Tranvie ed Automobili (SEFTA), società di gestione sia ferroviaria (gestiva la rete modenese) sia automobilistica della provincia emiliana.
La gestione rimase privata sino al 1963, anno in cui venne acquisita dall'Amministrazione provinciale e dal 1 aprile 1976 assunse la nuova denominazione ATCM (Azienda Trasporti Consorziali Modena). Dal 1º luglio 1988 l'ATCM divenne l'unico operatore modenese acquisendo anche la gestione del trasporto urbano, fino ad allora gestito dalla AMCM (Azienda Municipalizzata Comune Modena). Nel 2001 la modifica societaria con la trasformazione in società per azioni. Dal 16 aprile 2009 il 49% delle azioni appartenne ad HERM Srl (RATP Dév, FER, Consorzio Trasporti Toscano e Nuova Mobilità Soc. Consortile a r.l.).
Il 17 ottobre 2011 le assemblee di ATCM e di Tempi Piacenza approvarono la fusione per incorporazione di Tempi in Atcm funzionale alla nascita della società SETA che dal 1º gennaio 2012 gestisce il trasporto su gomma a Piacenza, Modena e Reggio Emilia.

## Parco aziendale
La flotta dell'ATCM, avente un'età media di quasi nove anni, era costituita prevalentemente da autobus (urbani, suburbani, interurbani e da noleggio); sono inoltre presenti alcuni filobus, sia di lunghezza normale che filosnodati ed elettrotreni.

### Parco autobus
Il parco automobilistico aziendale era costituito da circa 155 veicoli.

### Parco filobus
- nº6 - Fiat Iveco 2471 Socimi 8833 (in origine -1986- acquistati in 14 esemplari; alla data di marzo 2017 risultano radiate dal servizio n. 8 vetture).
- nº10 - Autodromo Busotto NGT204F - filosnodati lunghezza 18 metri
- nº7 - Neoplan Electroliner